# Paul Guillaume portréja
Paul Guillaume portréja (Paul Guillaume, Novo Pilota) Amedeo Modigliani alkotása, amely a Musée de l’Orangerie gyűjteményének része.
A kép 1915-ben készült. Paul Guillaume még csak 23 éves volt, de már elismert műkereskedőként tevékenykedett Párizsban, kortárs és afrikai műalkotásokkal kereskedett. A festmény címében és a bal alsó sarokban szereplő novo pilota (új kormányos) jelzi, hogy kortársai Guillaum-ot a művészvilág meghatározó alakjának tartották. Modigliani a jobb alsó sarkában írta alá a képet, és nevéhez egy szvasztikát − a szanszkritbanban a jó ómen jele – fűzött, amelynek akkor még nem volt negatív jelentéstartalma.
Ossip Zadkine orosz szobrász, Modigliani barátja jelen volt, amikor Guillaume modellt ült. Tőle tudni, hogy Léopold Zborowski műkereskedő vitte el Modiglianit kollégájához. Az ülések egy pincében történtek, amelyet éles elektromos fény töltött be, egy asztalon pedig egy liter bor állt.